# Едвина Топс Александер
Едвина Топс Александер (енгл. Edwina Tops-Alexander; Сиднеј, 29. март 1974) је аустралијска препонска јахачица позната по свом учешћу на три Олимпијске игре, где је два пута завршила међу првих десет. Она је прва Аустралијанка која се пласирала у првих 10 на Светским коњичким играма и прва јахачица која је зарадила више од милион евра наградне игре на Global Champions Tour. Она је најодликованија јахачица у Аустралији.

## Биографија
Топс-Алекандер је почела да јаше са осам година у локалном Пони клубу. Године 1995. освојила је првенство Аустралије за младе јахаче. Дебитовала је за Аустралију 1998. године, исте године када се преселила у Европу. Топс-Алекандер је 2000. упознала холандског јахача Јана Топса, који је постао њен тренер, а касније и супруг. Топс-Александер се 2002. први пут такмичила на Светским коњичким играма (ВЕГ), које су те године биле домаћини у Херезу. Заузела је четврто место на ВЕГ у Ахену 2006, те године се и први пут такмичила и на Global Champions Tour. Јахала је на Олимпијским играма у Пекингу 2008, где је појединачно завршила на деветом месту и помогла тиму Аустралије да освоји седмо место. Затим је 2010. године била свеукупни победник Global Champions Tour. Такмичила се 2012. на Олимпијским играма у Лондону. Прва јахачица која је зарадила више од милион евра наградног фонда на Global Champions Tour постала је 2014. Такмичила се на Олимпијским играма у Рију 2016. године, била је капитен аустралијског тима у препонама и заузела девето место појединачно. Топс-Алекандер је завршила друга, након Ролфа Горан-Бенгтсона, на Longines Global Champions Tour 2016.

## Приватни живот
Александер је рођена у Новом Јужном Велсу, у Сиднеју. Захваљујући томе што су њене комшије поседовале шталу, односно то што их је видела да јашу током викенда постала је заинтересована за овај спорт. Похађала је Pimble Lady's College у Сиднеју. Стекла је диплому физичког васпитања на Аустралијском колеџу физичког васпитања 1995. године. У септембру 2011. удала се за Јана Топса који је такође био њен тренер. Едвина је двојни држављанин Аустралије и Холандије и говори мало холандски, али првенствено говори енглески и задржала је аустралијски акценат. Едвина се и даље такмичи за Аустралију иако већ 20 година живи у Холандији. Отворено је поносна на своје корене у предграђу Сиднеја.Она је претрпела озбиљан пад 2007. током Велике награде у Есторилу у Португалу и повредила је усну. 2012. претрпела је прелом зглоба и потрес мозга након пада, током емисије у Француској. Дана 28. марта 2017, Топс-Александер је објавила да ставља своју каријеру на чекање и напушта спорт док се спрема да роди своју прву ћерку у августу 2017. Клои Корнелија Џенифер Топс је рођена 30. јула 2017. у болници принцезе Грејс Центар, Монако.

## Каријера

#### Почеци
Александер је почела да јаше са осам година. Пони клуб "Avondale" у Северној Турамури, Нови Јужни Велс је био место где је она први пут почела да јаше. Освојила је првенство Аустралије за младе јахаче 1995. године.
Желећи да јаше у рангу најбољих светских јахача, 1998. године преселила се у Европу, водећи свог коња, Господина Дандија, са собом у Белгију. Наредне године, 1999, пре него што је основала сопствену компанију, такмичила се за Луда Филипаертса, познатог препонског јахача, око три године.

#### Прва учешћа на Олимпијским играма
У Ахену у Немачкој, 2006, постала је прва Аустралијанка која је ушла у финале појединачног такмичења у прескакању препона на Светским коњичким играма, где је завршила на четвртом месту упркос томе што је ушла на такмичење као 35. на светској ранг-листи у препонама. Брисел, Валкенсвард, Лондон, Цирих,Кан, Женева, Виго и Доха су само нека од места где је Едвина освојила Гранд При изложбе. Изабрана је за јахаче на Летњим олимпијским играма 2008. где је јахала Isovlas Itot du Chateau. Заузела је 9. место у појединачној и 9. у екипној конкуренцији. Била је свеукупни шампион Global Champions Tour и 2011. и 2012. Такође, 2012. године, са 38 година, учествовала је у појединачном препонском јахању за Аустралију на Летњим олимпијским играма.Јахала је Itot du Chateau и завршила у времену од 81.77с са 4 грешке. Ово ју је ставило на 20. место у појединачној конкуренцији, а у тимском такмичењу Аустралије је била 10. место.

#### Рекорд у освајању награда, трећа Олимпијада, пауза и повратак
Едвина је 2016. освојила Велику награду Мајами Бича, прву рунду Global Champions Tour у сезони. Заузела је девето место у појединачном препонском такмичењу током Летњих олимпијских игара 2016, са Линтеа Текилом. Тренутно има Линтеа Текила, Калифорнију и Карентина Де Хонтер-а као њене главне коње.
Топс-Александер је 19. марта 2017. године победила на такмичењу Саут Хермес у Паризу, на кобили Калифорнији. Недељу дана касније најавила је паузу на неодређено време због трудноће.
Дана 14. септембра 2017. Топс-Алекандер се вратила у такмичење са 5 звездица у Швајцарској.